# Steuerbetrag
Steuerbetrag (oder Steuerschuld) ist in der Finanzwissenschaft und in der Steuerlehre der absolute, in Geldeinheiten gemessene Wert einer zu entrichtenden Steuer in Euro oder Fremdwährung. Der Steuerschuldner oder auch der Steuerzahler sind durch ein Steuergesetz verpflichtet, den Steuerbetrag an den Steuergläubiger (eine Gebietskörperschaft oder deren Behörde) zu entrichten. Steuerschuldner/Steuerzahler sind Zahlungspflichtige, der Steuergläubiger ist der Zahlungsempfänger. Der Steuerbetrag fällt für einen bestimmten Veranlagungszeitraum oder Besteuerungszeitraum an.

## Kennzahlen
Zur Festlegung der Steuerlast werden in Steuergesetzen üblicherweise alternativ drei Steuermaße herangezogen:
- Steuerbetrag {\displaystyle T=t(x)},
- Durchschnittssteuersatz {\displaystyle \varnothing T={\frac {t(x)}{x}}} oder
- Grenzsteuersatz {\displaystyle t'(x)={\frac {\Delta t(x)}{\Delta x}}}.

Durchschnittssteuersatz und Grenzsteuersatz unterscheiden sich mathematisch durch die mit {\displaystyle \Delta } symbolisierte Veränderung.
Der Steuersatz {\displaystyle T_{q}} ist das Verhältnis der Steuerschuld (Steuerbetrag) {\displaystyle T_{d}} zur Steuerbemessungsgrundlage {\displaystyle T_{m}}:
{\displaystyle T_{q}={\frac {T_{d}}{T_{m}}}}.
Eine Änderung der Steuerbemessungsgrundlage hat demnach eine Änderung der Steuerschuld zur Folge. Der Durchschnittssteuersatz gibt entsprechend an, welcher Prozentsatz des gesamten zu versteuernden Einkommens als Steuerbetrag zu zahlen ist. Als Grenzsteuersatz wird die jeweils nächste Einheit der Steuerbemessungsgrundlage bezeichnet.
Weitere grundlegende Kennzahlen sind die Steuerbetragselastizität und die Steuerbetragsfunktion. Erst die Kenntnis der Steuerbetragsfunktion gestattet es, für alternative Größen der Steuerbemessungsgrundlage den Durchschnittssteuersatz und den Grenzsteuersatz zu ermitteln. Die Steuerbetragselastizität ist der Quotient aus Grenzsteuersatz und Durchschnittssteuersatz, wobei eine Elastizität von {\displaystyle >1} eine Steuerprogression anzeigt.

## Anwendungen
Die Kleinbetragsrechnung fasst den Kaufpreis und den Steuerbetrag in einer Summe zusammen, bei Rechnungen von mehr als 250 Euro muss der Steuerbetrag gesondert ausgewiesen werden.
Die Kopfsteuer ist eine Besteuerungsform, bei der jeder Steuerpflichtige mit demselben Steuerbetrag belastet wird ohne Rücksicht auf seine persönliche Leistungsfähigkeit.
Bei der Bestimmung des zu entrichtenden Steuerbetrags für eine bestimmte Steuerart sind Steuerfreibeträge, Steuerabsetzbeträge und Steuerfreigrenzen zu berücksichtigen. Steuerfreibeträge mindern die Steuerbemessungsgrundlage, Steuerabsetzbeträge mindern direkt den Steuerbetrag. Bei Steuerfreigrenzen fällt kein Steuerbetrag an, solange die Bemessungsgrundlage unter einem Schwellenwert liegt.  
Die Anrechenbarkeit einer Steuerart ist die Möglichkeit, bereits gezahlte Steuerbeträge von der Steuerschuld bei anderen Steuerarten abzuziehen. So darf beispielsweise die entrichtete Kapitalertragsteuer bei der Einkommensteuer angerechnet werden.

## Modellierung der Steuerinzidenz
In einem Modell zur Steuerinzidenz gibt es Konsumenten, die durch {\displaystyle h=1...H} identifiziert werden. In einem hypothetischen Zustand ohne Steuern wählt jeder Konsument unter Berücksichtigung seiner finanziellen Möglichkeiten ein bestimmtes Güterbündel {\displaystyle A} und erreicht hierdurch den Nutzen {\displaystyle u_{0}}. Nach Einführung von Steuern auf das Güterbündel {\displaystyle A_{h}} zahlt jeder Konsument den Steuerbetrag {\displaystyle T_{d}} an das Finanzamt. Dadurch verändert sich durch die Erhöhung des Kaufpreises die Budgetgerade. Jede neue oder erhöhte Steuer verkleinert gegenüber einer Welt ohne Steuern die Menge der Güterbündel, die sich der Konsument leisten kann, weil sein Konsum teurer wird.
Formelle und materielle Steuerlast werden nun durch den Vergleich des fiktiven Zustands ohne Steuern und den Zustand mit Steuern charakterisiert. Diese unterscheiden sich oberflächlich durch die Steuerbeträge {\displaystyle T_{d}}. Von Bedeutung ist, dass die von den Konsumenten nachgefragten Güterbündel in den beiden Zuständen (mit oder ohne Steuern) verschieden sind. Durch die Besteuerung wählt der Konsument nun das substitutive Güterbündel {\displaystyle B_{h}}, das jedoch seinen eigentlichen Präferenzen nicht entspricht, wodurch sein Nutzen auf {\displaystyle u_{1}} sinkt. Normalerweise wird ein Konsument durch die Besteuerung zu einem Konsumverzicht (Zwangssparen) gezwungen, und sein Nutzen sinkt um den in Geldeinheiten gemessenen Betrag {\displaystyle \delta u}. Damit lässt sich die formelle und materielle Steuerlast begrifflich eindeutig definieren.
Die formelle Steuerlast wird durch
{\displaystyle T=(T_{1},...,T_{h})}
beschrieben. Eine Komponente dieses Vektors entspricht dem Steuerbetrag, den der Konsument an das Finanzamt abführt. Die materielle Steuerlast oder Steuerinzidenz wird durch den Vektor
{\displaystyle \delta u=(\delta u_{1},...\delta _{h})}
beschrieben. Eine Komponente dieses Vektors entspricht der Nutzeneinbuße, die der Konsument durch die Besteuerung erleidet. Die Steuerbelastung stellt mithin eine Nutzeneinbuße dar.